# Экологическая геохимия
Экологическая геохимия (геохимия окружающей среды) — научное направление геохимии, исследующее морфологические, ретроспективные и прогнозные задачи, связанные с изучением влияния геохимических полей и геопатогенных аномалий (неоднородностей земной коры) природного и техногенного происхождения на биоту (живые организмы).
Среди этих полей выделяются литогеохимические, гидрогеохимические, сноугеохимические, биогеохимические и атмогеохимические.
Объектом исследований экологической геохимии является вещественный (минеральный) состав литосферы, миграция подвижных соединений химических элементов, формирование их аномальных концентраций и характер воздействия на биоту с использованием методов геохимии, минералогии, петрографии, гидрогеологии и медико-биологических оценок состояния биоты. В практическом аспекте такие исследования подразумевают тесное сотрудничество экологов-геологов с медиками и санитарной службой, так как оценка аномалий должна проводиться с медико-санитарных позиций.
Первый в России учебник по экологической геохимии был написан В.А. Алексеенко и опубликован в 2000 г. 